# 艰难时刻不再来临
艰难时刻不再来临（Hard Times Come Again No More）是斯蒂芬·福斯特创作的一首美国轻音乐歌曲。它于1854 年由Firth, Pond & Company在纽约出版，这首歌意在引導人們要關注不幸者的困境。